# لوكا باندا
لوكا باندا (بالإنجليزية: Luka Banda)‏ هو لاعب كرة قدم زامبي، ولد في 6 أبريل 1996 في لوساكا في زامبيا.